# Iekaterina Schulmann
Pour les articles homonymes, voir Schulmann.
Iekaterina Mikhaïlovna Schulmann, née Zaslavskaïa (russe : Екатери́на Миха́йловна Шу́льман — Засла́вская) le 19 août 1978 à Toula en URSS, aujourd'hui en Russie, est une politologue russe, spécialiste du travail législatif. Elle est docteur en science politique, chargée de cours et chroniqueuse au journal Vedomosti.
D'après un sondage du Centre analytique Levada réalisé en 2020 Iekaterina Schulmann figure parmi les personnalités les plus inspirantes dans la tranche d’âge 40-55 ans.

## Biographie
Iekaterina Schulmann fait ses études au lycée no 73 de Toula, sa ville natale et en sort en 1995. À partir de 1996 elle occupe un poste dans l'administration de la ville de Toula. En 1999 Schulmann travaille chez RIA Novosti, agence de presse russe située à Moscou.
De 1999 à 2006, elle exerce plusieurs fonctions dans l’appareil central de la Douma, notamment celles d'assistante parlementaire, d'assistante d'un groupe, puis d'experte à la direction des analyses dans les services généraux de la Douma. Elle est ensuite directrice des études législatives dans une société de conseil.
En 2005, Schulmann est diplômée en jurisprudence à l’Académie russe du service d’État auprès du président de la fédération de Russie où elle a étudié les sciences politiques et administratives. 
Elle poursuit sa formation au Canada. 
Sa collaboration avec Vedomosti débute en 2013. Elle publie également dans les sites internet Грани.ру et Colta.ru. 
Elle soutient sa thèse en science politique cette même année, et consacre ses travaux au processus législatif et au régime politique russe qu'elle croit être « hybride », présentant à la fois des caractéristiques de l'autoritarisme et de la démocratie.

## Thèses
Sa thèse soutenue en 2013 au sein de L'Académie russe de l'économie nationale et du service public sous la direction de Ielena Morozova, docteur en science  politique, est consacrée aux « Conditions politiques et facteurs de transformation du processus législatif dans la Russie contemporaine »,.